# Kim Chŏng-hui
Kim Chŏng-hui (김정희?,  金正喜?, Gim Jeong-huiLR, pronunciato [kimdʑʌŋhi], noto anche con gli pseudonimi di Chusa o Wandang; Yesan, 1786 – Gwacheon, 1856) è stato un calligrafo coreano.
Inventore di un nuovo stile calligrafico, il Chusa, fu un letterato di spicco e maestro di calligrafia del diciannovesimo secolo, versato in diversi campi come la poesia, la pittura e l'incisione di sigilli. Attraverso il suo operato fu promotore dello sviluppo culturale della Corea nel tardo periodo Joseon.

## Biografia

### Infanzia

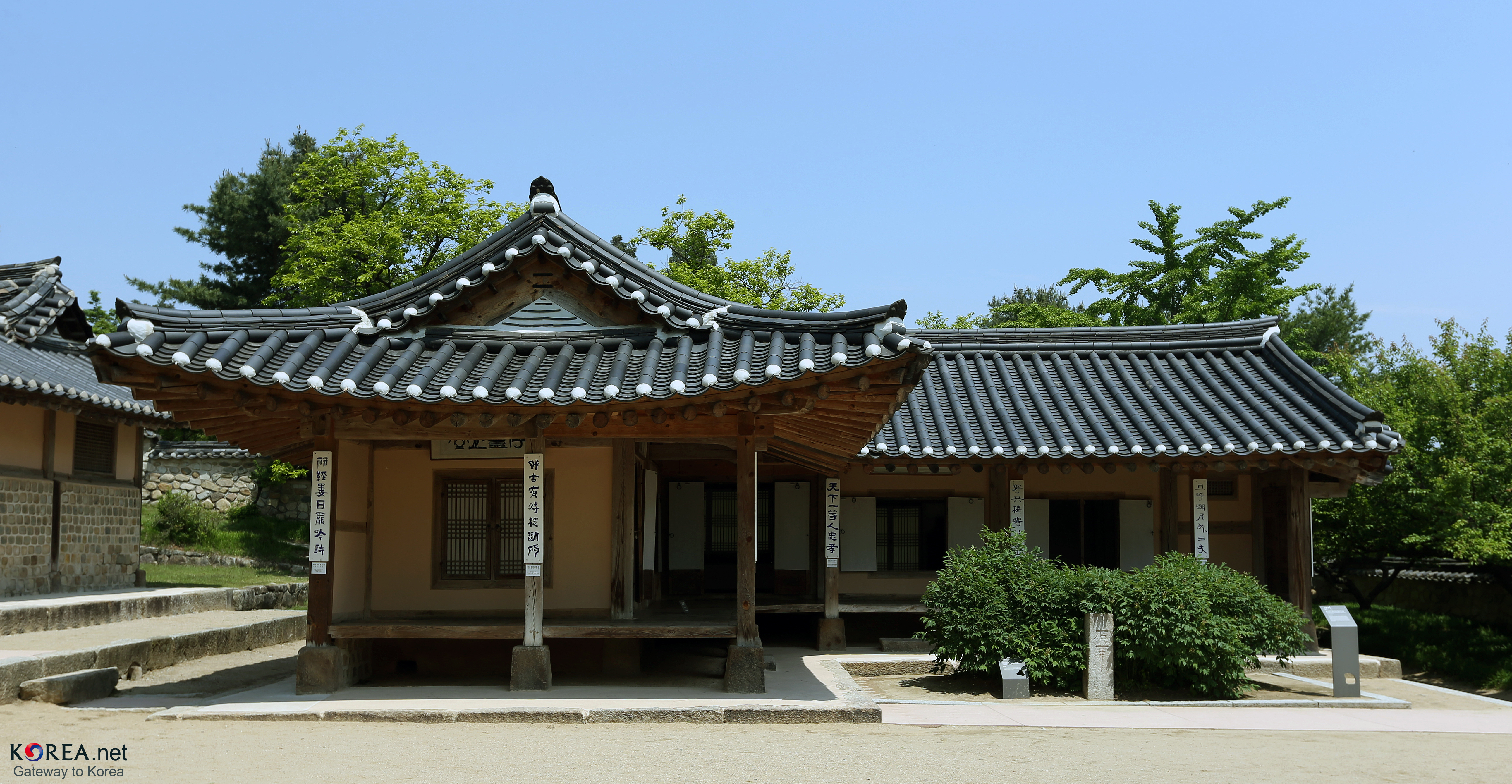
La casa di Kim a Yesan.

Kim Chŏng-hui visse nella tarda era Joseon, cresciuto in un'influente famiglia vicina alle alte classi nobiliari dell'epoca, e appartenente al bon-gwan Kim di Gyeongju. Un suo antenato, Kim Hong-uk (1602-1654), ricoprì il ruolo di maestro al servizio della corte reale aprendo alla famiglia Kim le porte dei più alti ranghi sociali. La regina Jeongsun (1745-1805) era la sua bis-bisnonna, mentre il bisnonno Kim Han-sin (1720-1758) aveva sposato la seconda figlia del re Yeongjo.
Kim era il figlio primogenito di un importante ufficiale del governo, Kim No-gyeong (1766-1837). Esistono delle leggende sulla sua nascita, una delle quali racconta che sua madre, la dama Yu, ebbe una gravidanza di ventiquattro mesi. Per altre, invece, si verificarono alcuni misteriosi eventi naturali, al seguito dei quali la fontana del villaggio si sarebbe inspiegabilmente prosciugata e le piante sarebbero irrimediabilmente appassite; immediatamente dopo la sua nascita, però, l'acqua riprese a scorrere e gli alberi si ripresero. Questa coincidenza portò gli abitanti del villaggio a credere che il bambino fosse lo spirito reincarnato della primavera e del monte Palbong.
Kim ebbe un'infanzia da bambino prodigio e a sei anni realizzò degli scritti sull'arrivo della primavera. Secondo l'epigrafe sulla sua lapide, essi avrebbero stupito il maestro di calligrafia Bak Je-ga (1750-1805) al punto che questi chiese a suo padre di poterlo educare. A sette anni sapeva già trascrivere i caratteri cinesi e realizzò le sue prime opere, ottenendo anche i complimenti dello studioso Chae Je-gong (1720-1799). In quegli anni fu adottato dallo zio paterno, Kim No-yeong, che lo portò a vivere con sé a Seul per permettergli di seguire gli insegnamenti di Bak Je-ga. La scuola di Bak, appartenente a una branca del movimento neoconfuciano Silhak, promuoveva le conoscenze sociali, scientifiche e tecnologiche provenienti dalla Cina Qing.

### Maturità
Nel 1809, quando aveva ventiquattro anni, suo padre lo condusse in Cina. A Pechino conobbe Ruan Yuan (1764–1849) e Weng Fanggang (1733–1818), studiosi di storia e autorità sui metodi di ricerca storica, epigrafia, pittura e calligrafia, i quali lo introdussero nel loro circolo di conoscenze intellettuali. In questo periodo nacque uno dei suoi pseudonimi, Wandang, in omaggio a Ruan Yuan: il carattere Wan era infatti lo stesso di Ruan, pur essendo pronunciato diversamente. Kim fece ritorno in Corea dopo due mesi e mantenne una corrispondenza epistolare con i suoi conoscenti cinesi.

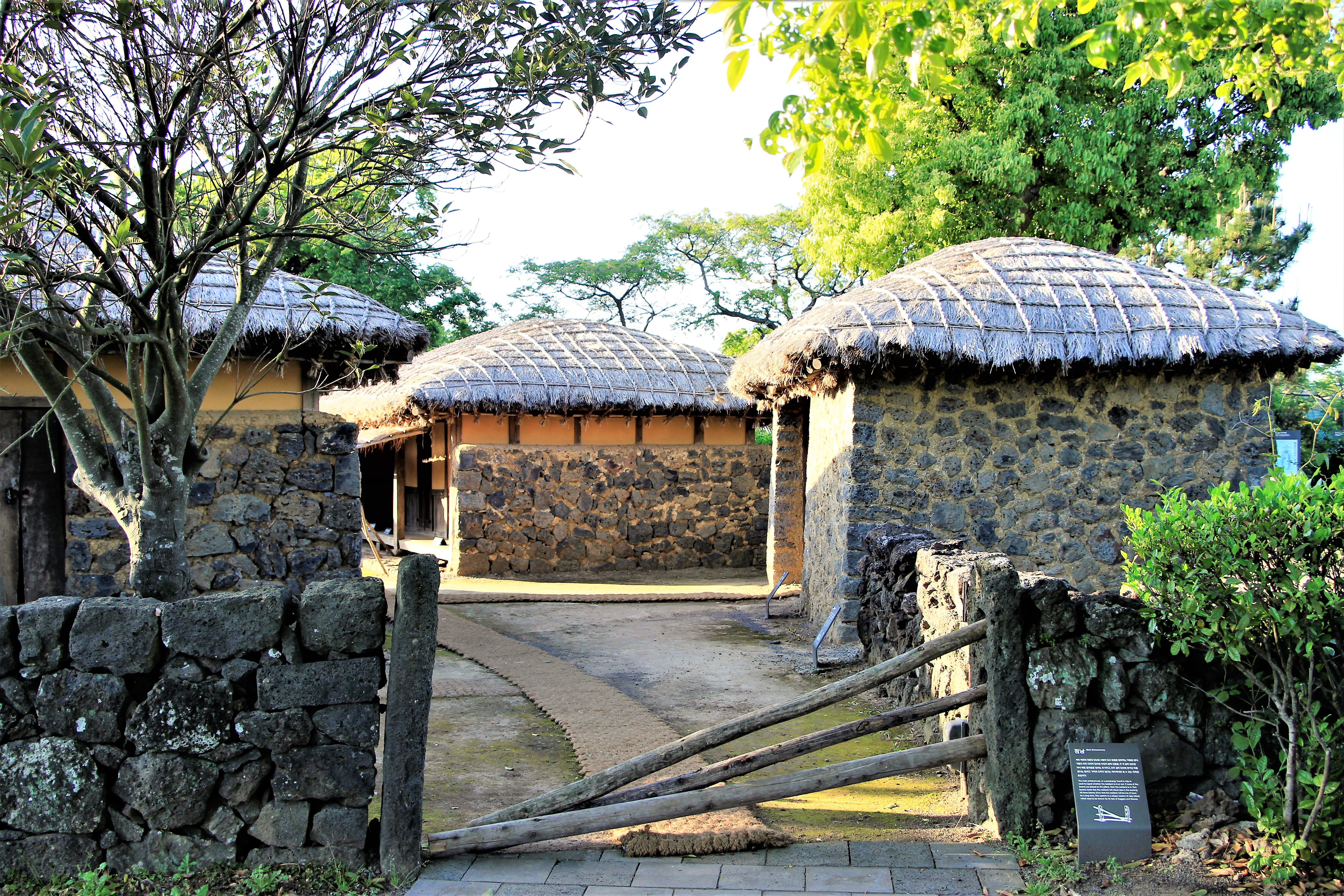
La casa di Jeju dove trascorse l'esilio.

All'età di ventiquattro anni cominciò la propria carriera di funzionario governativo, e nel 1819 fu assegnato al dipartimento di letteratura, dove servì come guardiano ed esperto di opere letterarie quali sermoni e fonti storiche, nonché associato dell'Ufficio del Protocollo. Nel 1840 fu assegnato all'ambasciata cinese, ma, prima che potesse partire per Pechino, fu implicato in un complotto contro la monarchia e condannato all'esilio sull'isola di Jeju. Qui visse in solitudine in una casetta circondata da una siepe spinosa che non gli era concesso varcare. Kim restò sull'isola per nove anni, fino al 1849: in questo periodo realizzò la sua opera rappresentativa, Sehando. Nel 1851 fu nuovamente esiliato a Bukcheong, dove rimase per un anno.
Concentrò i suoi ultimi anni di vita sulla ricerca epigrafica, sulla pittura e la scrittura, preferendo quest'ultima alla politica e alle attività di corte. Si convertì al buddhismo e morì nel 1856 a Gwacheon, dove si era trasferito dopo essere tornato dall'esilio.

## Stile e opere

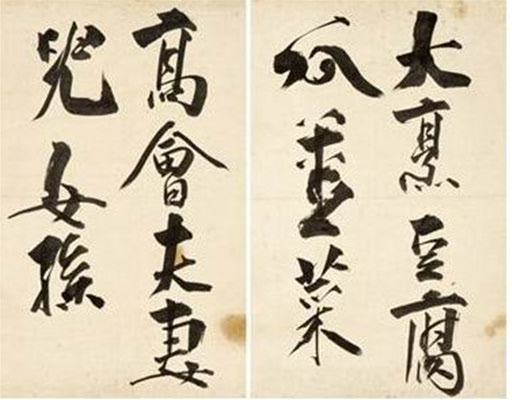
Esempio di calligrafia Chusa.

Kim usò oltre 500 pseudonimi, tra cui Chusa (추사?, 秋史?), Wandang (완당?, 阮堂?), Yedang (예당?, 禮堂?), Siam (시암?, 詩庵?), Nogwa (노과?, 老果?), Nongjangin (농장인?, 農丈人?) e Cheonchukgosaeng (천축고선생?, 天竺古先生?). Il suo sviluppo artistico fu largamente influenzato dagli studi condotti a Pechino e dagli insegnamenti di Bak Je-ga. Era versato in diverse materie, tra cui pittura, calligrafia, scrittura e studi teorici. Nel campo della pittura, dipinse alcune opere secondo lo stile "Mooninwha" con orchidee e paesaggi naturali come soggetti principali, tra cui Sehando. Ricercava uno stile letterario nella pittura, sostenendo di voler "raggiungere l'armonia tra lo spirito dei libri e la fragranza delle lettere". Le orchidee erano per lui il soggetto più difficile, e riteneva che attraverso le pennellate calligrafiche fosse possibile allontanarsi dal rappresentarle soltanto come visivamente somiglianti alla realtà, conferendo loro delle proprietà estetiche che chiamava shujuanqi e wenzixiang.
Probabilmente influenzato dal suo entusiasmo per l'epigrafia, durante l'esilio a Jeju Kim creò un nuovo stile calligrafico, lo stile "Chusa" (추사체?, 史?, ChusacheLR), fondendo i cinque diversi stili cinesi – zhuànshū, lishū, kǎishū, xíngshū e cǎoshū – per realizzare tratti contorti e di diverso spessore che danno l'impressione di trovarsi davanti a un dipinto più che a delle scritte. Nonostante l'influenza cinese, alcuni studiosi ritengono che il Chusa, attraverso cui cercò di esprimere "l'unione tra sapere e arte", sia culturalmente e spiritualmente indipendente dalla Cina.
Fu maestro di altri giovani artisti tra cui Shin Kwan-ho, Yi Ha-ung e Yi Sang-jeok.

### Sehando

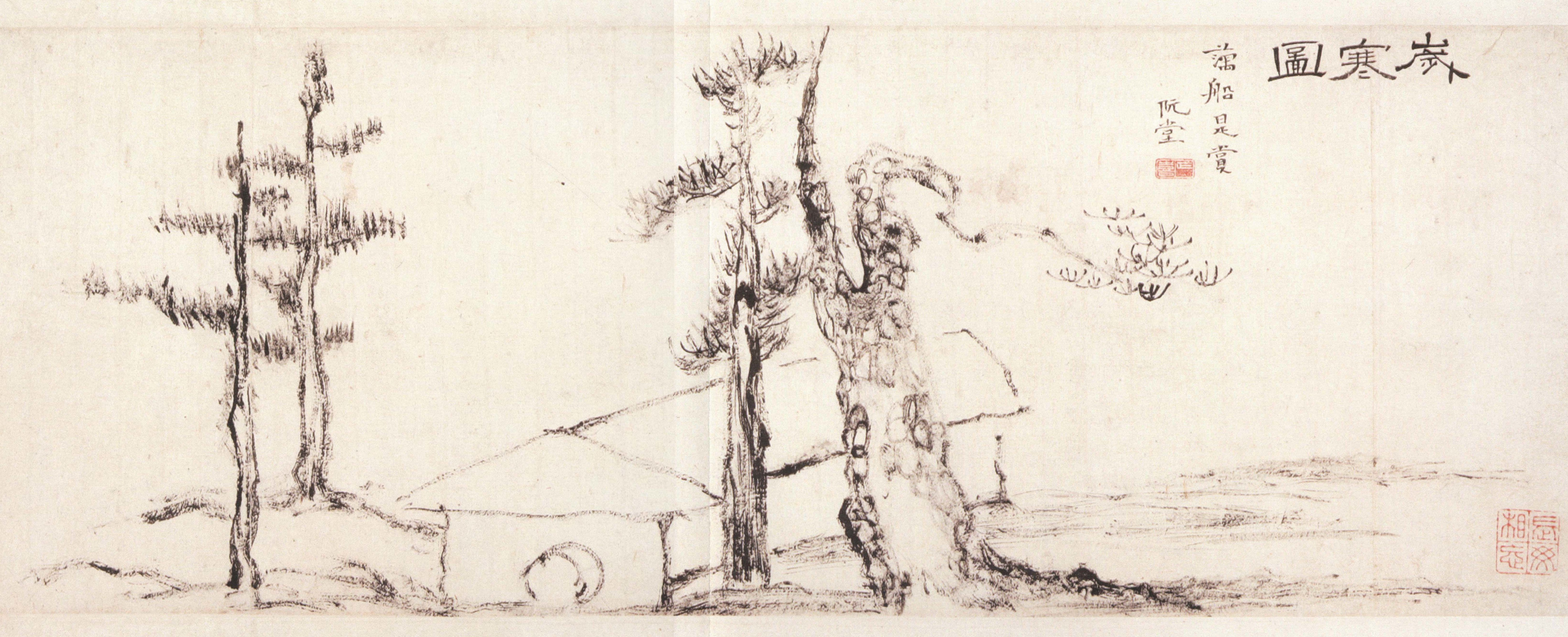
Sehando.

Sehando ("Scena invernale") è considerato l'opera rappresentativa di Kim Chŏng-hui, che egli compose all'età di 59 anni, nel 1844, dopo cinque anni di esilio sull'isola di Jeju. Esso fu dipinto come dono per il suo allievo prediletto Yi Sang-jeok (1804-1865), per ringraziarlo di avergli fatto recapitare dei libri da Pechino.
Sehando è un'opera monocromatica su carta in formato emakimono o rotolo disteso; è lungo più di dieci metri, compresi i suoi venti colofoni. Tuttavia, il Sehando originale era molto più breve, costituito da 22,3x70,2 centimetri di pittura e 22,3x38,1 centimetri di calligrafia uniti assieme. Nell'angolo in alto a destra del dipinto è scritto il titolo, a cui aggiunse una dedica al suo discepolo – "Caro Wuson, per il tuo godimento!" – seguita dalla firma, "Wandang". Il dipinto raffigura due pini, due cipressi e una casa. Le linee orizzontali rappresentano il suolo, mentre quelle verticali i tronchi degli alberi. Procedendo da destra a sinistra, dopo uno spazio vuoto si erge la coppia di pini: quello vecchio sulla destra, dai rami biforcuti, è leggermente inclinato a sinistra verso un pino giovane, con il tronco dritto e molte foglie. Dietro i due alberi c'è una grande casa con le mura basse e una grande finestra a forma di luna. Sulla sinistra della casa, invece, sono presenti due piccoli cipressi frondosi. Tutti gli alberi sono stati realizzati con tratti più scuri e dettagliati rispetto all'edificio, delineato senza eccessivi dettagli.
L'opera usa due diversi tipi di pennellate: il terreno è rappresentato con pennellate imprecise, realizzate probabilmente con un pennello consumato. L'ambientazione restituisce l'idea di un luogo desolato in quanto non sono presenti cespugli né sfumature di verde. In contrasto, i tronchi e gli aghi dei sempreverdi sono resi con pennellate più misurate e precise. Secondo la critica, Sehando rappresenta probabilmente la condizione psico-fisica del suo autore: fisicamente appassito e fragile, ma mentalmente consapevole e forte. L'iscrizione su di esso riporta un passaggio dei Dialoghi di Confucio, che recita: "È soltanto quando arriva il freddo che vediamo che il pino e il cipresso non sbiadiscono", una nota metafora letteraria che rimanda a coloro che sopportano con coraggio le difficoltà.

### Buliseonrando

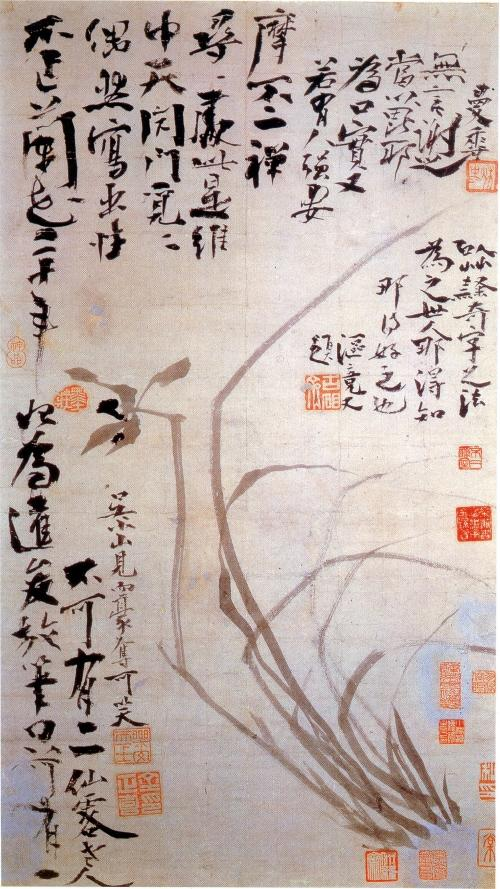
Buliseonrando.

Buliseonrando (불이선란도?, 不二禪蘭圖?, "Orchidea non dualistica" oppure "Orchidea non raffigurata", noto semplicemente come "Orchidea") è la seconda opera rappresentativa di Kim e probabilmente l'ultima che realizzò prima della morte. Il nome deriva dalla prima e dall'ultima riga del poema che l'accompagna, in quanto l'autore non le diede un nome. Si tratta di un foglio di 55x31,1 cm con un disegno appena abbozzato che Kim volle donare a un suo studente di nome Taljun. Successivamente venne portata via da un amico di Kim, O Gyuil, a cui piacque. La pianta rappresentata è immortalata in un periodo indefinito, probabilmente la fine dell'inverno, secca e appassita, con un unico fiore, ed è circondata da quattro iscrizioni disposte a spirale che contengono diverse citazioni al buddhismo, come al Vimalakīrti Nirdeśa Sūtra, espresso dalla frase: "Ho chiuso a chiave la porta e cercato il luogo / ove Yuma [Vimalakīrti] trovò il cancello della non-dualità". L'opera è pertanto interpretata come metafora dell'illuminazione e come rappresentazione dell'artista che, deperito nei suoi ultimi anni di vita, si dedicava allo studio del buddhismo.

### Galleria d'immagini

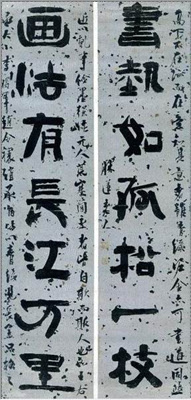
Esempio di Chusa.
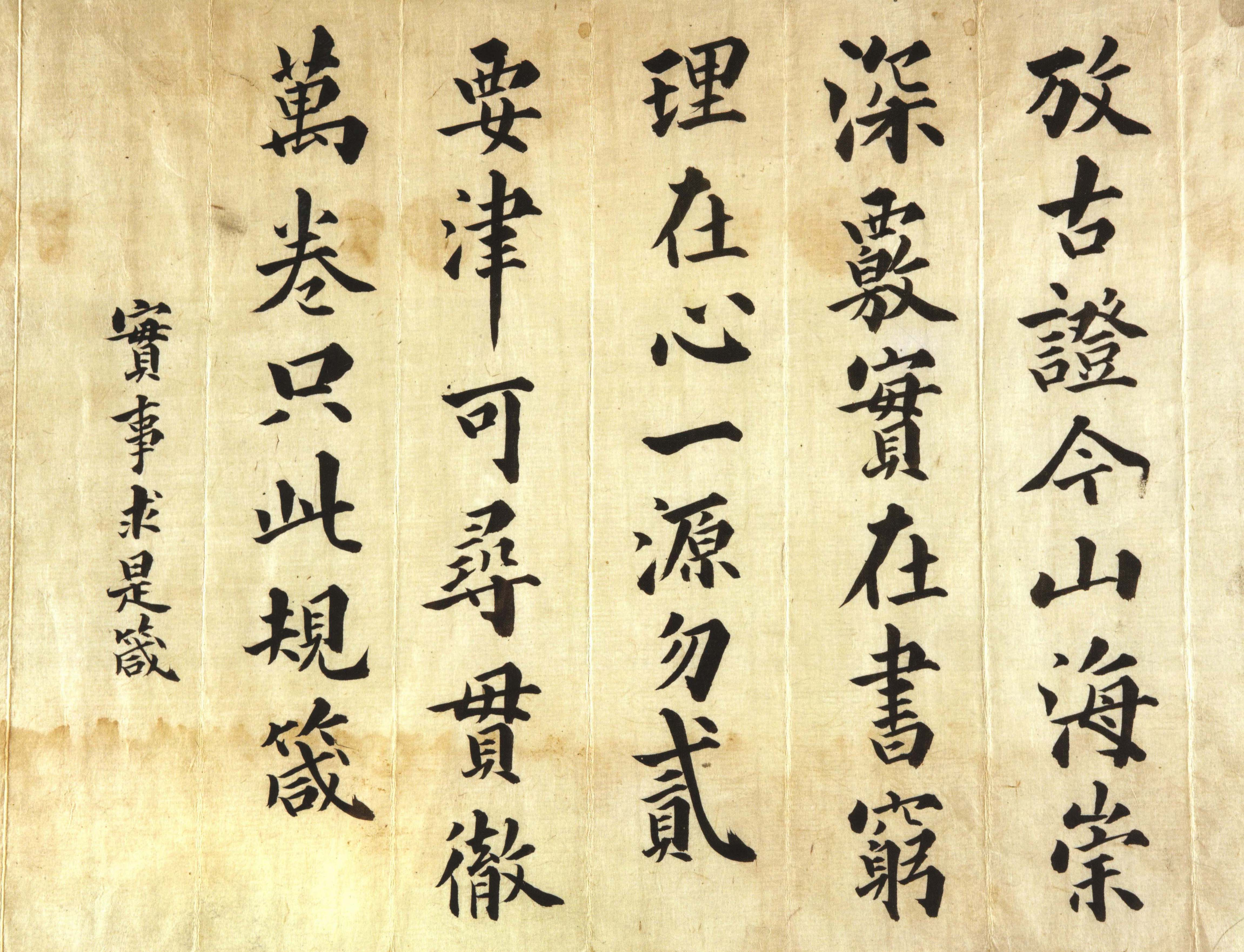
Silsa gusijang.
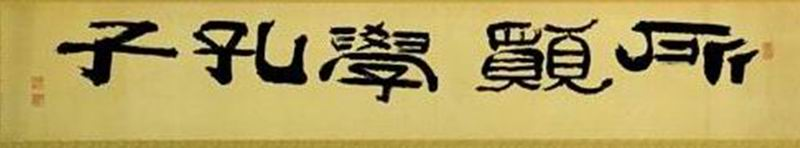
Sowonhak gongja.
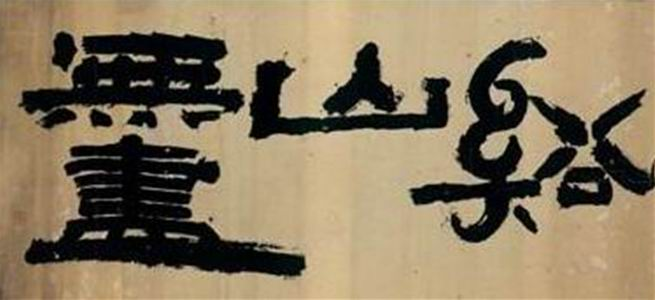
Gyesan musin.
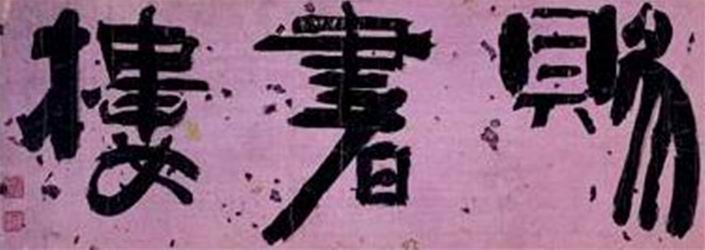
Saseoru.
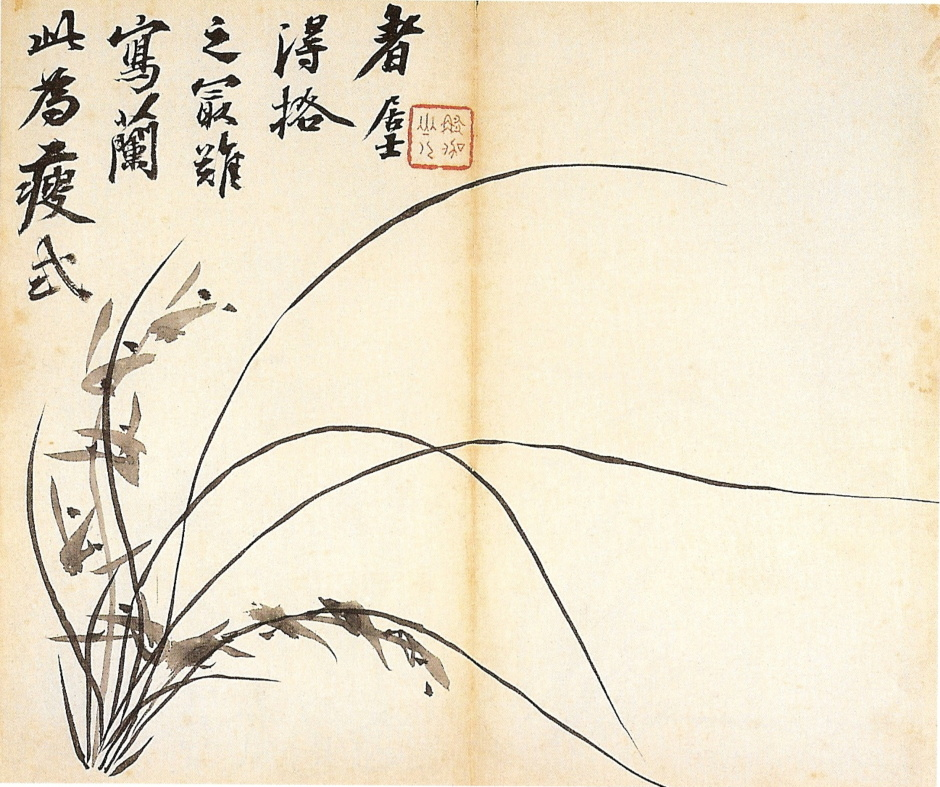
Nanmaengcheop.